# Olariu, Cluj
Olariu este un sat în comuna Frata din județul Cluj, Transilvania, România.